# Ulomyia
Ulomyia és un gènere d'insectes dípters pertanyent a la família dels psicòdids.
Es troba a Europa (com ara, la Gran Bretanya, Bèlgica, els Països Baixos, França, l'Estat espanyol, Itàlia, Alemanya, Suècia, Txèquia, Romania i Bulgària) i Àsia (l'Uzbekistan, l'Iran, Mongòlia, la península de Corea i el Japó).

## Taxonomia
- Ulomyia annulata (Tonnoir, 1919)
- Ulomyia basaltica (Vaillant, 1983)
- Ulomyia bulgarica (Wagner & Joost, 1988)
- Ulomyia canisquamata (Tokunaga, 1961)
- Ulomyia chimganensis (Jezek, 1997)
- Ulomyia cognata (Eaton, 1893)
- Ulomyia esfahanica (Jezek, 1990)
- Ulomyia expetenda (Wagner, 1978)
- Ulomyia fuliginosa (Meigen, 1818)
- Ulomyia hirta (Szabo, 1960)
- Ulomyia hispanica (Sarà, 1954)
- Ulomyia incerta (Wagner, 1978)
- Ulomyia itoi (Tokunaga, 1961)
- Ulomyia kaszabi (Vaillant, 1973)
- Ulomyia lativentris (Berden, 1952)
- Ulomyia meridionalis (Vaillant, 1983)
- Ulomyia mirabilis (Sarà, 1952)
- Ulomyia montanoi (Salamanna & Raggio, 1985)
- Ulomyia montium (Vaillant, 1983)
- Ulomyia ophicornis (Vaillant, 1983)
- Ulomyia pseudalternicula (Salamanna, 1975)
- Ulomyia rostrata (Vaillant, 1983)
- Ulomyia scurina (Vaillant, 1958)
- Ulomyia szaboi (Vaillant, 1983)
  - Ulomyia szaboi meridionalis (Vaillant, 1983)
  - Ulomyia szaboi szaboi (Vaillant, 1983)
- Ulomyia umbripennis (Vaillant, 1983)
- Ulomyia undulata (Tonnoir, 1919)
- Ulomyia vaseki (Jezek, 2002)
- Ulomyia yanoi (Tokunaga & Komyo, 1955)[4][5][2][6][7][8][9]